# Локсодрома

Локсодрома від полюса до полюса

Локсодрома — лінія на поверхні кулі (наприклад, земної кулі), яка перетинає всі меридіани під тим самим кутом (зберігаючи той же азимут).
Термін уперше ввів португальський математик Педру Нуніш у 1530 році.

## У геодезії та картографії
На поверхні Землі локсодромами є всі паралелі та всі меридіани. Решта локсодром являють собою спіралі, що здійснюють необмежене число витків, наближаючись до полюсів. Тим не менше, якщо мандрівник буде рухатись по будь-якій локсодромі (окрім паралелей) з постійною швидкістю не зупиняючись, то він обов'язково прийде до одного з полюсів за певний скінченний проміжок часу. Картографічна проєкція, в якій всі локсодроми зображені прямими, називається проєкцією Меркатора.
Локсодрома не є найкоротшою відстанню на сфері, такою є ортодрома.
| Земля | Це незавершена стаття з географії. Ви можете допомогти проєкту, виправивши або дописавши її. |